# The Dustman's Wedding
The Dustman's Wedding è un cortometraggio muto del 1916 diretto da W.P. Kellino.

## Trama
Il caposquadra cerca di fare un lavoro di spazzino il giorno delle nozze.

## Produzione
Il film fu prodotto dalla Homeland.

## Distribuzione
Distribuito dalla Globe, il film - un cortometraggio in tre bobine - uscì nelle sale cinematografiche britanniche nel settembre 1916.